# Centranthus trinervis
Centranthus trinervis är en kaprifolväxtart som först beskrevs av Domenico Viviani, och fick sitt nu gällande namn av Béguinot. Centranthus trinervis ingår i släktet pipörter, och familjen kaprifolväxter. Inga underarter finns listade i Catalogue of Life.